# Sky Atlantic
Sky Atlantic – brytyjsko-irlandzka stacja telewizyjna, której właścicielem jest Sky plc.
Stacja rozpoczęła nadawanie 1 lutego 2011 roku. Nadaje ona w głównej mierze seriale, m.in. Gra o tron, Detektyw czy Siostra Jackie. Około 40% ramówki stanowią programy wyprodukowane przez HBO.
W lipcu 2015 roku udział stacji w rynku wynosił 0,30%.